# Portage Bay
Die Portage Bay ist ein Gewässer, das oft für den östlichen Arm des Lake Union gehalten wird. Sie bildet einen Teil des Lake Washington Ship Canal in Seattle im US-Bundesstaat Washington.
Im Osten ist die Portage Bay mit der Union Bay – einem Teil des Lake Washington – durch den Montlake Cut verbunden, über den die Montlake Bridge mit der Washington State Route 513 führt. Im Norden liegt der Campus der University of Washington. Im Westen wird die Portage Bay von der University Bridge überquert, welche die Eastlake Avenue zwischen dem Stadtviertel Eastlake und dem University District trägt. Als ihre westlichste Grenze kann die Ship Canal Bridge betrachtet werden, welche die Interstate 5 über das Wasser führt; hinter dieser Brücke wird das Gewässer als Teil des Lake Union angesehen. Im Süden wird die Portage Bay vom Portage Bay Viaduct überspannt, über welche die Washington State Route 520 zwischen den Stadtvierteln Eastlake/Capitol Hill und Montlake führt.
Die Portage Bay wurde 1913 so genannt, weil die Transporte (engl. „portage“) von geschlagenem Holz über den Montlake Isthmus das Gewässer zwischen der Union Bay und dem Lake Union vor dem Bau des Lake Washington Ship Canal benutzten. Die Portage Bay ist Heimstatt zweier Yacht-Clubs, des Seattle Yacht Clubs und des Queen City Yacht Clubs, und vieler Wohnboote, sowie des Northwest Fisheries Science Center des National Marine Fisheries Service und des College of Ocean and Fishery Science der University of Washington.

## Geschichte
Der Landbesitzer Harvey Pike versuchte 1860 einen ersten Graben zur Verbindung der Union Bay am Lake Washington und der Portage Bay am Lake Union zu graben, gab aber auf und übertrug das Land an die Lake Washington Ship Canal Company, welche eine Güterstraßenbahn zum Transport zwischen den Seen baute. Diese Bahnlinie war bis 1878 in Gebrauch. David Denny und Thomas Burke bauten 1883 einen Kanal zum Flößen von geschlagenem Holz.
Cheshiahud lebte von 1885 an viele Jahre an den Ufern der Portage Bay und schob Kanus über Land. Der Pay Streak, ein Varieté- und Begleitshow-Unternehmen der Weltausstellung von 1909 („Alaska-Yukon-Pacific Exposition“), endete mit einer Gondelausfahrt und -promenade am Nordufer der Portage Bay.
In den dem Zweiten Weltkrieg folgenden 14 Jahren lag die Fantome wegen nicht bezahlter Steuern in der Portage Bay.

## Stadtviertel

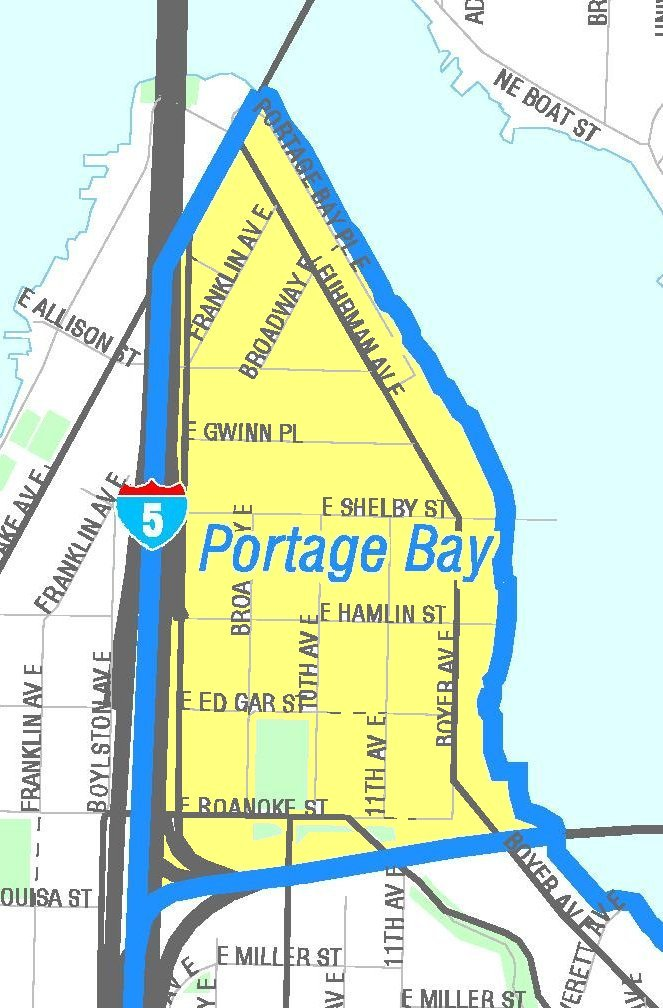
Karte des nach der Bucht benannten Stadtviertels

Das kleine Stadtviertel Portage Bay liegt am Südwestufer der Bucht. Es wird im Süden von der Washington State Route 520 und im Westen von der Interstate 5 begrenzt. Hier findet sich eine der größeren verbliebenen Wohnboot-Siedlungen in Seattle.